# Буревісницький сільський округ
Буреві́сницький сільський округ (каз. Буревестник ауылдық округі, рос. Буревестникский сельский округ) — адміністративна одиниця у складі Єгіндикольського району Акмолинської області Казахстану. Адміністративний центр та єдиний населений пункт — село Буревісник.
Населення — 161 особа (2021; 227 у 2009, 562 у 1999, 1273 у 1989).
Станом на 1989 рік існувала Буревісницька сільська рада (село Буревісник).